# Brian Asawa
Pour les articles homonymes, voir Asawa.
Brian Asawa, né le 1er octobre 1966 à Fullerton dans le comté d'Orange (Grand Los Angeles en Californie) et mort le 18 avril 2016, est un chanteur lyrique — contre-ténor — américain.